# The Carpenters
Cet article possède un paronyme, voir Carpenter.
Ne doit pas être confondu avec The Carpenter.
The Carpenters (en français : les Carpenters) est un groupe musical américain des années 1970 et 1980, dont l'élément central était le duo formé par Karen Carpenter (1950-1983) et son frère Richard (1946-).

## Carrière

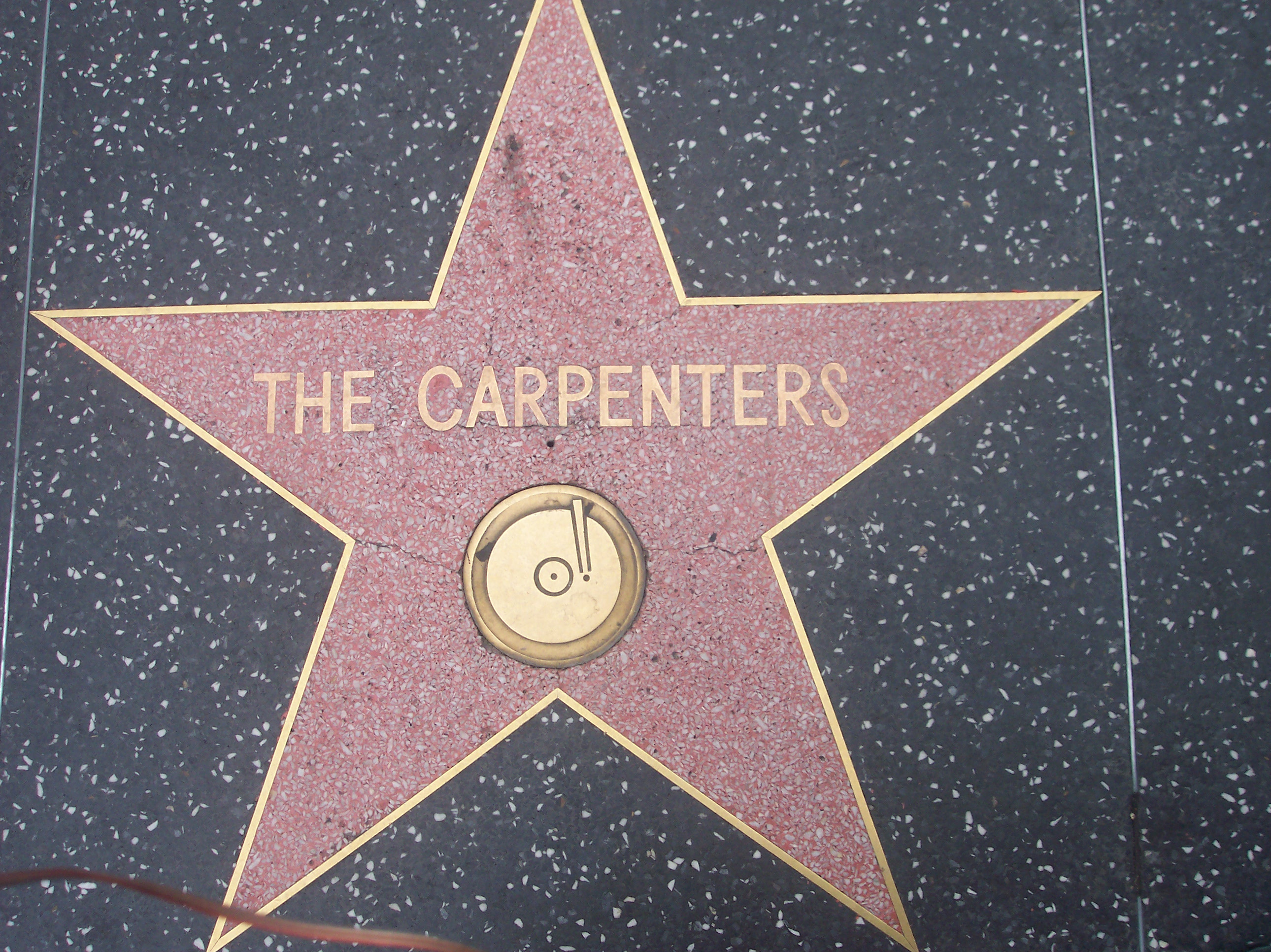
L'étoile des Carpenters sur l'Hollywood Walk of Fame.

Originaires du Connecticut, ayant déménagé à Los Angeles avec leurs parents, qui souhaitaient favoriser la carrière musicale de leur fils, le duo va en quatorze ans de carrière (1969-1983) enregistrer onze albums, et placer 12 chansons dans les top 10 des charts aux États-Unis, dont trois numéros 1 et cinq numéros 2, entrant parmi les meilleures ventes de disques de tous les temps. Le groupe a reçu le Grammy Award du meilleur nouvel artiste en 1971. Le succès du groupe repose sur les qualités vocales de Karen : une voix chaude et pure avec de belles longueurs de notes.
L'existence du groupe cesse en 1983 avec la mort de Karen Carpenter à la suite de problèmes cardiaques liés à l'anorexie.

## Adaptations en français
Une adaptation française de (They Long to Be) Close to You a été enregistrée en 1970 par Sacha Distel sous le titre Comme moi.  Leur célèbre titre Sing sera adapté à trois reprises avec succès : par Henri Salvador avec Chante la vie dans les années 1970, ensuite par Thierry Gali avec Chante Noël en 2002 et enfin par Star Academy 8 avec Chante en 2008. Le chanteur Claude François a repris leur chanson Yesterday Once More pour en faire Sha la la (Hier est près de moi) en 1974. La même chanson a été reprise par Laurent Voulzy et Lenou dans l'album La Septième Vague en 2006.

## Renommée
Des revues aussi différentes que Rolling Stone et National Public Radio considèrent Karen Carpenter comme une des meilleures chanteuses de variétés du XXe siècle,,. Paul McCartney voit en elle la meilleure chanteuse qui ait jamais existé. Dans les années 1990 et 2000, l'apport des Carpenters a été ré-évalué par la critique, des documentaires ont vu le jour : Close to You: Remembering the Carpenters (aux États-Unis), The Sayonara (au Japon), Only Yesterday: the Carpenters Story (en Grande-Bretagne).

## Singles
- 1970 - Ticket to Ride (#54)
- 1970 - (They Long to Be) Close to You (#1, 4 semaines)
- 1970 - We've Only Just Begun (#2)
- 1970 - Merry Christmas Darling ( #1 , 3 semaines)
- 1971 - For All We Know (#3)
- 1971 - Rainy Days and Mondays (en) (#2)
- 1971 - Superstar (#2)
- 1972 - Bless the Beasts and the Children (#67, face B de - Superstar)
- 1972 - Hurting Each Other (#2)
- 1972 - It's Going to Take Some Time (#12)
- 1972 - Goodbye to Love (#7)
- 1973 - Sing (#3)
- 1973 - Yesterday Once More (#2)
- 1973 - Top of the World (#1, 2 semaines)
- 1974 - I Won't Last a Day Without You (#11)
- 1975 - Please Mr. Postman (#1, 1 semaine)
- 1975 - Only Yesterday (#4)
- 1975 - Solitaire (#17)
- 1976 - There's a Kind Of Hush (All Over the World) (#12)
- 1976 - I Need to Be in Love (#25)
- 1976 - Goofus (#56)
- 1977 - All You Get from Love Is a Love Song (#35)
- 1977 - Calling Occupants of Interplanetary Craft (#32)
- 1978 - Sweet, Sweet Smile (#44)
- 1978 - I Believe You (#68)
- 1981 - Touch Me When We're Dancing (#16)
- 1981 - (Want You) Back in My Life Again (#72)
- 1982 - Those Good Old Dreams (#63)
- 1982 - Beechwood 4-5789 (#74)
- 1983 - Make Believe It's Your First Time (#101)
- 1983 - Your Baby Doesn't Love You Anymore

## Albums
- Offering (1969) réédité plus tard sous le nom Ticket to Ride
- Close to You (1970)
- Carpenters (en) (1971)
- A Song for You (en) (1972)
- Now & Then (en) (1973)
- Horizon (en) (1975)
- A Kind of Hush (en) (1976)
- Passage (en) (1977)
- Christmas Portrait (en) (1978)
- Made in America (en) (1981)
- Voice of the Heart (en) (1983)
- An Old-Fashioned Christmas (en) (1984)
- Lovelines (en) (1989)
- As Time Goes By (en) (2003)
- Carpenters with the Royal Philharmonic Orchestra (en) (2018)